# MBN 뉴스 (텔레비전 프로그램)
《MBN 뉴스》는 매일 정시마다 방송되는 MBN의 정시 뉴스 프로그램이다.